# Tři bratři (Riga)
Tři bratři (lotyšsky Trīs brāļi) jsou skupina tří historických domů v centru lotyšské metropole Rigy na ulici Mazā Pils. 

## Popis a historie
Nejstarším z trojice domů je dům číslo 17, postavený na přelomu 15. a 16. století, který je současně vůbec nejstarší dochovanou zděnou obytnou budovou na území města. V přízemí tohoto domu původně žil pekař s učedníky, půda pak sloužila ke skladování surovin. 
Dům číslo 19 byl postaven v roce 1646. Dům číslo 21 pochází z konce 17. století, v 19. století prošel přestavbou. Název byl inspirován obdobnou skupinou historických budov v estonském Tallinnu označovanou jako Tři sestry (estonsky Kolm Õde).